# Changes One/Two
Changes One und Changes Two sind zwei am 1. Oktober 1975 bei Atlantic erschienene Alben von Charles Mingus, die in den Aufnahmesessions vom 27. bis zum 30. Dezember 1974 entstanden. Sie markieren das erfolgreiche Comeback von Mingus in den 1970er Jahren, nach Tiefpunkten Ende der 1960er Jahre und vor seinem krankheitsbedingten Ausstieg aus der Musik. Mit Adams, Walrath, Pullen und seinem alten Schlagzeuger Dannie Richmond hatte Mingus noch einmal ab 1973 ein hervorragendes Quartett, mit dem er auch 1975 auf Europa-Tournee ging, z. B. auf das Montreux Jazz Festival, wo ebenfalls Stücke aus den Alben präsentiert wurden (Devil Blues, For Harry Carney, Free Cell Block F, Sue´s Changes).
Der Titel des Albums spielt sowohl darauf an, dass Mingus in den Jahren zuvor allerlei Veränderungen durchgemacht hatte als auch darauf, dass seine Partnerin Susan Graham die Herausgeberin eines Magazins mit dem Namen Changes war. Mingus hatte beabsichtigt, die bei den Aufnahmesitzungen entstandenen Stücke so auf die beiden Alben zu verteilen, dass jedes der Alben in sich sehr unterschiedlich wurde. Er war an den Reaktionen auf diese Mischung interessiert. Die Alben wurden auch eine Zeit lang als Doppel-LP vermarktet; die beiden CDs waren niemals zusammen gepackt.

## Changes One
„Remember Rockefeller at Attica“ hieß ursprünglich „Just for Laughs, Saps“ und wurde von Mingus aus politischem Anlass umbenannt – im September 1971 starben 39 Menschen, als der Gouverneur von New York, Nelson Rockefeller, das Staatsgefängnis Attica nach einem Aufstand von rund 1000 Häftlingen, die 33 Wärter als Geisel nahmen, stürmen ließ – ohne dass dazu in der Musik konkrete Bezüge erkennbar wären. In dem Uptempo-Stück werden Anspielungen auf andere Mingus-Kompositionen wie „Fables of Faubus“ und „Duke Ellington´s Sound of Love“, aber auch auf „Take the A Train“ gemacht und Motive weiter entwickelt.
„Sue´s Changes“ ist eine Hommage an die letzte Lebensgefährtin von Mingus, Susan Graham. Das Stück hatte Mingus im Jahr der Hochzeit geschrieben; es hieß ursprünglich „Sue´s Moods“. Der Titel soll vielleicht animieren, darin musikalische Darstellungen ihrer Stimmungs- und Beziehungsänderungen herauszuhören. „Es war ein langes Stück voller großartiger Melodien, tanzbarer Rhythmen und geballter, wilder Geräusche. Chaos und Klimax, meinte [Mingus].“ Das Stück beginnt verhalten, steigert sich dann in eine Mingus-typische Kollektivimprovisation der Bläser, bevor wieder das Klavier übernimmt. Auch Pullen improvisiert zu verschiedenen Tempowechseln bis zu einem atonalen Höhepunkt, wo das Tenorsaxophon im Balladenstil übernimmt, um nach einer ähnlichen Steigerung an die Trompete abzugeben. Die Soli wechseln sich bis zu einer neuen Kollektivimprovisation ab.
„Devil Blues“ ist eine Komposition von George Adams und Mingus, mit dem Text von Clarence Gatemouth Brown (bis auf die Zusatzstrophe „cosmic climax“), der in seinem „The Drifter“ den Teufel in dem ungebundenen, die Frauen sitzen lassenden Wanderer sieht. Adams singt selbst (nach einer Solo Einleitung von Mingus) in der Tradition der Blues-Shouter, gefolgt von einem Walrath- und Don-Pullen-Solo. Es folgt Adams mit einem Tenor-Solo, bevor er erneut „den Blues hinausschreit“, begleitet vom Riff-Spiel der Trompete, die in das Schluss-Ensemblespiel überführt.
„Duke Ellington´s Sound of Love“ wurde von Mingus gleichsam als Nachruf kurz nach dem Tod Ellingtons im Mai 1974 geschrieben. Das in langsamem Tempo gespielte Stück ist eine Huldigung von Mingus an sein musikalisches Vorbild, wie schon in mehreren seiner Kompositionen zuvor. Im Thema sind wörtliche Zitate von „Lush Life“, dem „Blues in Black, Brown and Beige“ und „Take the A Train“ enthalten. Adams Spiel und Intonation erinnert an den fast gleichzeitig verstorbenen Harry Carney, dem in „Changes Two“ ebenfalls eine Hommage gewidmet ist.

## Changes Two
„Free Cell Block F, ’Tis Nazi U.S.A.“ ist ähnlich wie das erste Stück auf Changes One erst im Nachhinein so betitelt worden (Mingus hatte von einem Südstaaten-Gefängnis mit Elektrozaun gelesen) und hat mit der Komposition wenig zu tun, die nach den Erinnerungen von Jack Walrath zunächst Jive Five, Floor Four hieß, weil sie auf einem 5/4-Takt basiert.
„Orange Was the Colour of Her Dress Then Blue Silk“ ist ein Mingus-Standard aus den 1960er Jahren und ist mit seinen 17 Minuten Länge das Pendant zu „Sue´s Changes“ aus dem ersten Album. Lange Soli insbesondere von Pullen am Anfang wechseln mit Kollektivimprovisationen und Balladenanklängen des Tenors. Die Rhythmuswechsel erinnern an „Ysabels Table Dance“ in Tijuana Moods, und wie dort klingt das Stück auf Mingus Basslinie (gespielt mit Bogen) aus. Das Stück wurde nicht gestückelt, sondern zusammenhängend aufgenommen, wie Mingus den Musikern zuvor eingeschärft hatte.
„Black Bats and Poles“ (Schwarze Schläger und Ruten) stammt von Walrath, der in dem Uptempo-Stück im ersten Teil die Soli hat.
„Duke Ellington’s Sound of Love“ wird hier in gedrängter Form und größerer Besetzung als in „Changes One“ gespielt, zusätzlich mit Trompeter Marcus Belgrave und Sänger Jackie Paris, der ein Gedicht von Mingus vorträgt, den Eindruck Ellingtons auf den jungen Mingus schildernd (und auch eine seiner Lieblings-Selbstbeschreibungsmetaphern aufgreifend, den Clown). Mingus hatte zunächst gehofft, das Sarah Vaughn den Text singen würde. Allerdings hatte er mit seiner Band das Stück in einer für sie ungeeigneten Tonart eingespielt, und Atlantic wollte keine weiteren Aufnahmen der Band bezahlen. Vaughn schlug vor, mit ihrem eigenen Trio zu singen; auch das zerschlug sich.
„For Harry Carney“ wurde vom Arrangeur Sy Johnson, mit dem Mingus schon vorher zusammenarbeitete (z. B. „Let My Children Hear Music“) (und der auch hier „Duke Ellington´s Sound of Love“ arrangierte), aus Anlass des Todes des langjährigen Ellington-Vertrauten und -Saxophonisten Harry Carney (wenige Monate nach Ellington) geschrieben. Der am Anfang von der Trompete gesetzte melancholische Grundton setzt sich in Mingus Solo gegen Ende des Stücks fort.

## Titelliste
Changes One:
1. „Remember Rockefeller at Attica“ (Mingus) – 5:56
2. „Sue´s Changes“ (Mingus) – 17:04
3. „Devil Blues'“ (Mingus, Adams) – 9:24
4. „Duke Ellington´s Sound of Love“ (Mingus) – 12:04

Changes Two:
1. „Free Cell Block F, ´Tis Nazi U.S.A.“ (Mingus) – 6:52
2. „Orange Was The Color of Her Dress, Then Blue Silk“ (Mingus) – 17:31
3. „Black Bats and Poles“ (Walrath) – 6:20
4. „Duke Ellington´s Sound of Love“ (Mingus) – 4:13
5. „For Harry Carney“ (Sy Johnson) – 7:57

Am 27. Dezember 1974 wurden in den Atlantic Studios in New York City Stück 2 und 3 von Changes One aufgenommen. Am 28. Dezember 1974 entstanden die restlichen Stücke von Changes One und „For Harry Carney“. Die übrigen Stücke wurden am 30. Dezember eingespielt. Aufnahmeingenieur war bei allen Stücke Gene Paul.